# Library & Information Science Abstracts
Library & Information Science Abstracts (LISA) – miesięcznik streszczanych artykułów (abstraktów) z ok. 550 periodyków z 60 krajów z zakresu informacji naukowej, bibliotekoznawstwa i dziedzin pokrewnych. W 1950 r. zaczął ukazywać się serwis Library Science Abstracts (LSA), który w 1969 r. został przekształcony w Library & Information Science Abstracts. Początkowo publikowana przez Library Association w Londynie, w końcu lat 60. współpraca z Aslib, które zobowiązało się dostarczać analizy dla piśmiennictwa z informacji naukowej, doprowadziła do integracji bibliotekoznawstwa z informacją naukową.
Klasyfikacja oparta jest na A Classification of Library Science (Klasyfikacja Informacji Naukowej) opublikowanej w 1965 r. przez Aslib Library.
Zawiera dwie oddzielne sekcje:
- I: (klasy A/Z) zawiera rdzeń zagadnień informacji naukowej (Core Subjects – A/Z), m.in. Biografie (Biographies), Zawód (Work), Kształcenie (Education), Organizację (Organisation and administration), Informację Naukową (Information Science) itd.
- II: (klasy 1/9) zawiera dodatkowe zagadnienia (Fringle Subjects – 1/9) interesujące bibliotekarzy i pracowników informacji naukowej. Zaliczymy do tej grupy: Wiedzę i Naukę (Knowledge and learning), Kształcenie (Education), Bibliografię (Bibliography), Wydawanie (Publishing) i więcej.

## Indeksy
Od 1969 r. wchodziły indeksy dwumiesięczne oraz roczne autorskie (Author Index) oraz przedmiotowe (Subject Index) oraz lista czasopism, z których brano artykuły i lista osób tworzących abstrakty. W roku 1979 Author Index zmienił nazwę na Name Index, który zawiera od tej pory kumulację nazwisk indywidualnych materiałów, Subject Index zmienił nazwę na Alphabetical Subjects Index.

## Abstrakty
Pierwszą i największą sekcją publikacji jest niewątpliwie abstrakt. Zawiera nagłówek wiodący (np. Proffesion), nagłówek dodatkowy (Education and Training), numer abstraktu. Poniżej znajduje się pełna notka bibliograficzna, właściwy abstrakt oraz inicjały streszczającego bądź źródło abstraktu.